# 도토리거위벌레

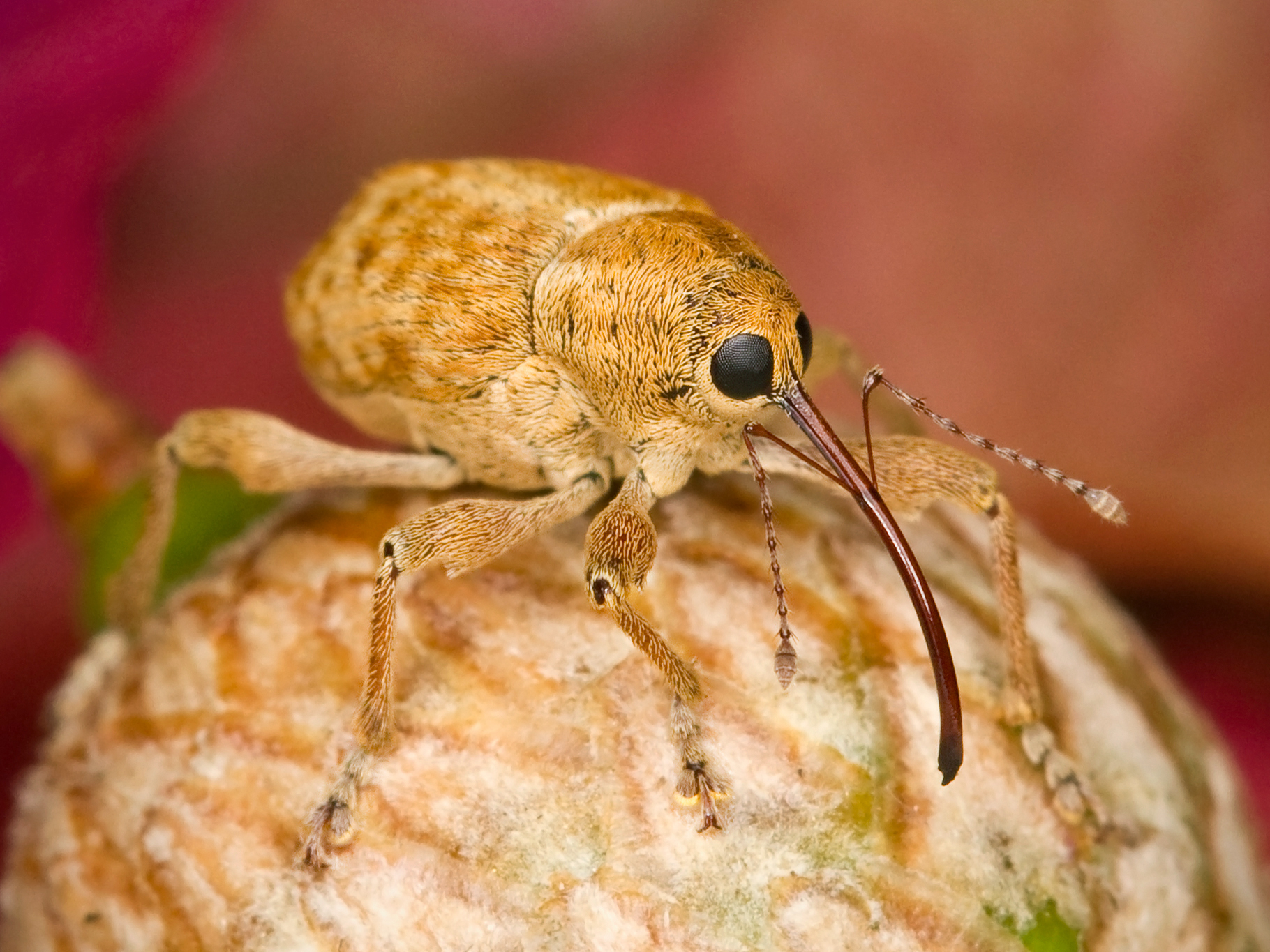

도토리거위벌레 (학명: Cyllorhynchites ursulus)는 딱정벌레목 거위벌레과의 곤충이다. 참나무 열매인 도토리에 구멍을 뚫어 알을 낳고, 도토리를 떨어트리는 식으로 번식한다.